# Wappen von St. Vincent und den Grenadinen

Aktuelles Wappen

Das Wappen des karibischen Inselstaats St. Vincent und die Grenadinen wurde der damaligen britischen Kolonie am 29. November 1912 verliehen und von dem souveränen Staat in leicht veränderter Form nach der Unabhängigkeit 1979 als Staatswappen übernommen.
Es zeigt in einem goldgeränderten Schild zwei hellblau, römisch gekleidete Frauen auf einem grünen Rasen, zu Seiten eines goldenen, mit einem Auge belegten Altars. Die Frau auf der (heraldisch) rechten Seite (als Personifikation des Friedens) hält einen Olivenzweig über den Altar, die links des Altars kniende zweite Frau (als personifizierte Gerechtigkeit) hält Opfergaben ins Feuer. Über dem Schild befindet sich über einer grün-silbernen Helmwulst eine Baumwollpflanze, unter dem Schild das Staatsmotto auf einem vorne silbernen, hinten roten Band in schwarz: Pax et Justitia (lateinisch „Frieden und Gerechtigkeit“).
Das koloniale Wappen zeigte auf dem Altar ein Auge an Stelle der beiden sich drückenden Hände. Eine Variante zeigt als Wappenhintergrund ein grünes Blatt eines Brotfruchtbaums. Der Inhalt des Wappenschilds geht auf eine ältere koloniale Plakette zurück, die spätestens ab 1907 für die Kolonie in Gebrauch war.

Plakette der Kolonialregierung 1907–1979